# Jacek Brysz
Jacek Brysz (ur. 25 lutego 1989) – polski judoka. Brat judoczki Anny Brysz i judoki Adama Brysza.
Zawodnik klubów: GKS Czarni Bytom (2003-2012), KS AZS AWF Katowice (2013-2018). Brązowy medalista zawodów pucharu Europy seniorów w kat. do 66 kg (Bratysława 2017). Czterokrotny medalista mistrzostw Polski seniorów: srebrny (2016 - kat. do 73 kg) oraz trzykrotny brązowy (2013 - kat do 73 kg, 2015 i 2017 - kat. do 66 kg). Uczestnik młodzieżowych mistrzostw Europy (2011). 